# Madagascarophis
Madagascarophis är ett släkte av ormar. Madagascarophis ingår enligt Catalogue of Life i familjen snokar och enligt The Reptile Database i familjen Pseudoxyrhophiidae. 
Arterna är med en längd mellan 75 och 150 cm medelstora och robusta ormar. De lever i olika habitat och kan klättra i växtligheten eller röra sig på marken. Utbredningsområdet är Madagaskar. Släktmedlemmarna jagar grodor, ödlor, andra ormar och småfåglar. Honor lägger ett fåtal ägg per tillfälle. Individerna hittas oftast efter regnfall.
Arter enligt Catalogue of Life:
- Madagascarophis citrinus
- Madagascarophis colubrinus
- Madagascarophis meridionalis
- Madagascarophis ocellatus

The Reptile Database infogar Madagascarophis citrinus som underart i Madagascarophis colubrinus och listar dessutom följande arter:
- Madagascarophis fuchsi
- Madagascarophis lolo